# Добровольское (Николаевская область)
Добровольское (укр. Добровільське) — посёлок в Казанковском районе Николаевской области Украины.
Основано в 1878 году. Население по переписи 2001 года составляло 60 человек. Почтовый индекс — 56040. Телефонный код — 5164. Занимает площадь 0,795 км².

## Местный совет
56040, Николаевская обл., Казанковский р-н, с. Великоалександровка, ул. Гагарина, 33